# Гіпоксія
Гіпоксі́я, або кисневе голодування — патологічний стан, під час якого тканини й органи недостатньо «постачаються» киснем (гіпоксична гіпоксія), або кисню вистачає, але його не засвоюють тканини (тканинна гіпоксія). Внаслідок цього в життєво важливих органах розвиваються незворотні зміни. Найчутливіші до кисневої недостатності центральна нервова система, м'язи серця, тканини нирок, печінки.

## Типи гіпоксії
- Екзогенна: гіпобарична, нормобарична
- Ендогенна: гіпоксична, дихальна (респіраторна), циркуляторна, кров'яна (гемічна), тканинна (гістотоксична), змішана[2]

## Причини гіпоксії
- перебування у не провітрюваному чи погано провітрюваному приміщенні;
- висотний політ без використання кисневого устаткування;
- перебування у високогір'ї;
- удушення, утоплення;
- набряк легенів; набряк слизової оболонки бронхів;
- бронхоспазм;
- руйнування еритроцитів, анемії[3]
- інфаркт міокарда; вади серця;
- запалення легенів (в тому числі, ускладнення коронавірусної інфекції);
- отруєння монооксидом вуглецю,[4] отрутами, солями важких металів[5];
- васкуліти; судинні патології (наприклад, при цукровому діабеті);
- «проблемна» вагітність;
- інтенсивні навантаження на тканини (наприклад, на м'язи), коли потреба в кисні перевищує його реальний приплив до тканин[6]